# Замок Файви
За́мок Фа́йви (англ. Fyvie Castle) — замок в деревне Файви недалеко от Тарриффа в Абердиншире, Шотландия.

## История

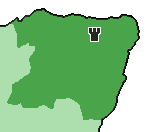
Расположение замка

Замок был построен в 1211 году Вильгельмом Львом. В замке провел свое детство Карл I.
После битвы при Оттерберне в 1390 году замок перестал быть королевской цитаделью и им стали последовательно владеть семьи: Престон, Мелдрум, Сетон, Гордон и Лейт. Каждая из семей добавила новую башню в замок. Самая старая из башен, Престонская башня, (расположена справа, если смотреть на главный фасад Файви) датируется 1390—1433 годами.
Впечатляющая Сетонская башня образует вход и была построена в 1599 году Александром Сетоном. Башня Гордонов была построена в 1778 году, а башня Лейт — в 1890 году.
28 октября 1644 года Манус О’Кахан и Монтроуз провели успешную битву против армии Ковенанта в замке Файви. Поле битвы было добавлено в список исторических полей сражений в Шотландии в 2011 году. Следуя викторианским тенденциям, территория и прилегающий замок были благоустроены в XIX веке. Шотландский промышленник Александр Лейт (позже барон Лейт из Файви) купил замок в 1885 году.
На востоке от замка расположен огороженный сад в котором выращивают шотландские фрукты. Ближе к замку (на западе и на юге от него) имеются ещё два других огороженных сада, причем сад на западе указан на планах поместья 1768 года.

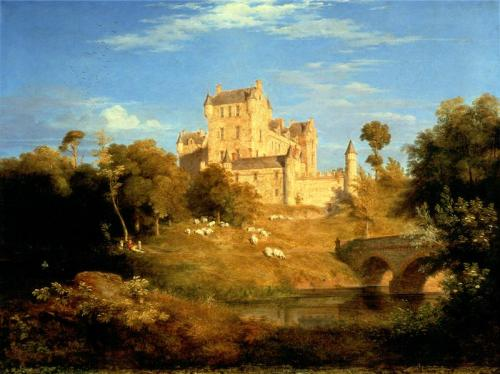
«Замок Файви», художник Джайлc, Джеймс (1828)

## Призраки

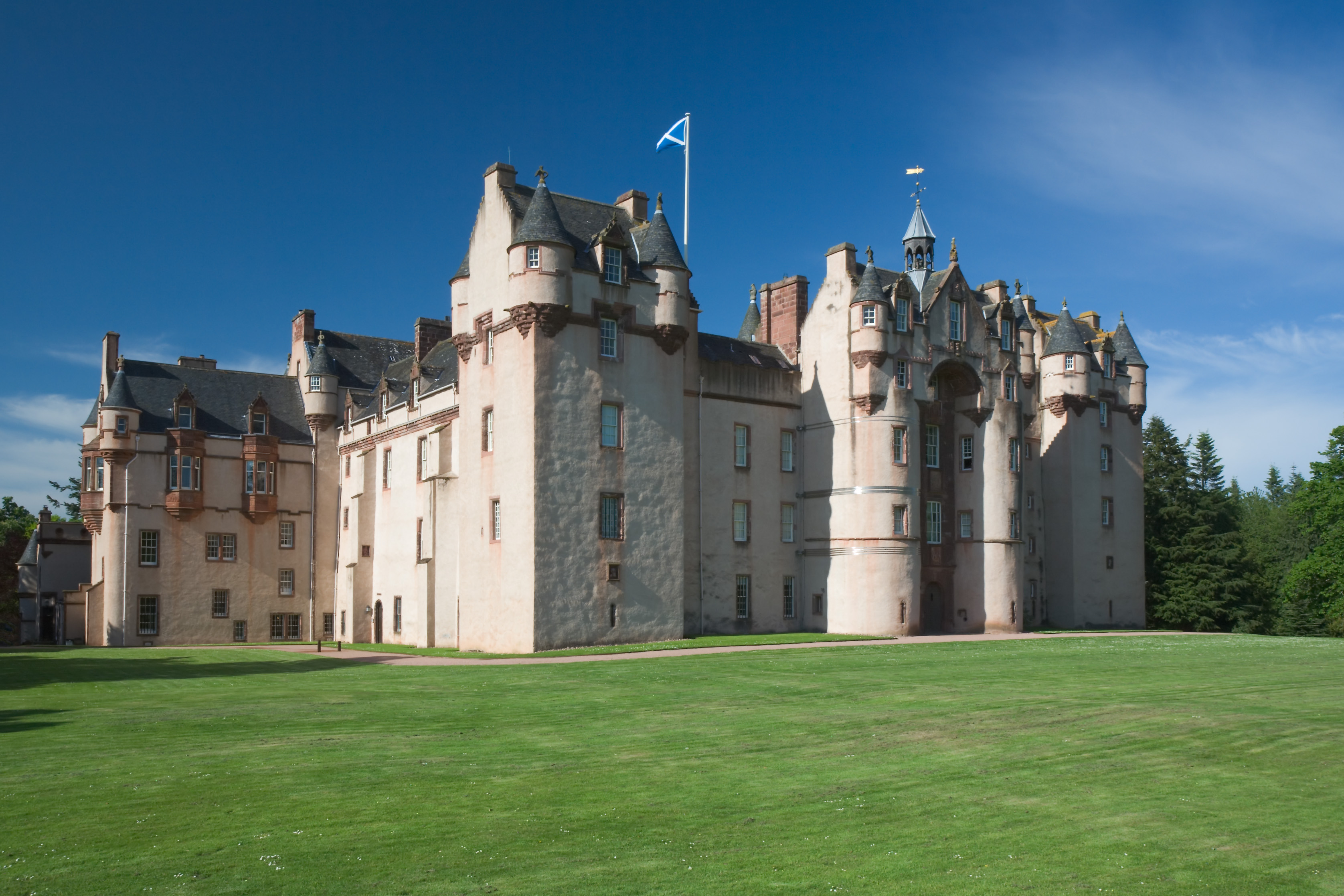
Вид на замок

Замок (как и многие места в Шотландии) населены призраками. в 1920 году во время ремонтных работ за стеной спальни был обнаружен скелет женщины. Останки были захоронены на кладбище замка Файви, но жители замка стали слышать странные звуки и стали происходить необъяснимые события. Опасаясь, что он оскорбил мертвую женщину, лорд замка распорядился откопать скелет и вернуть за стену спальни, после чего звуки прекратились. В юго-западной стороне замка есть секретная комната, которая должна быть всегда закрыта, «чтобы не случилась беда». Неясно, является ли это той же самой комнатой, в которой был найден скелет или нет. В замке также есть несмываемое пятно крови, два призрака и два проклятия.

## В СМИ
Замок Файви был показан в ряде британских телевизионных программ, таких как «Most Haunted» 6 сезон.
В 2004 году в замке также состоялся показ детской игры на «CBBC» под названием «Spook Squad».
Замок был также показан в документальном фильме BBC «Призраки замка в Шотландии», рассказанном Робертом Харди.
На территории замка летом проходит фестиваль живой музыки, а сам замок открыт для посещения туристов.